# (18935) Alfandmedina
(18935) Alfandmedina (2000 QE37) – planetoida z pasa głównego asteroid okrążająca Słońce w ciągu 3,3 lat w średniej odległości 2,22 j.a. Odkryta 24 sierpnia 2000 roku.